# Тривожний місяць вересень (повість)
Вперше опублікована  1971 року  в видавництві «Молода гвардія». Автор: Смирнов Віктор Васильович. Українською вперше опубліковано в 1974 р. видавництвом «Молодь» в перекладі-переробці Олександренка Дмитра.В подальшому перевидавалась і екранізовувалась.

## Сюжет
Протиборство представників влади з злочинцями.Що собою являє група Горілого в творі чітко не визначено.

## Структура твору
6 розділів:
1-й — 5 підрозділів
2-й — 17 п.
3-й — 13 п.
4-й — 12 п.
5-й — 12 п.
6-й — 9 п.

## Розбіжності в виданнях
В виданні 1974 р. нема:
1.Що банда Шмученка, — це мельниківці;
2.Що в БТР було 200 млн. радянських крб.;

## Персонажі
Посилання на сторінки видання 1974 р.
Абросимов — комсомольський функціонер з райцентру 12, 13-23, загинув 70-3
Антоніна Семеренкова — в кінці твору дружина Капелюха 32-5,6
Брих — боєць Горілого 273-3,1н
Валерик Кривенда — моряк
Варвара Дерев'янко — агент Горілого, хвойда
Василько Сопливий — старший син Попеленка 159-1н
Глузд — помічник Горілого, вбив Сагайдачного
Глумський — голова колгоспу Глухарки
Гнат — юродивий, зв'язковий в темну
Горілий — вожак банди, фельдшер-ветеринар
Гупан — начальник райвідділу НКВС
Капелюх Іван Миколайович — головний яструбок Глухарки, комсомолець, 20 років
Климар — колій свиней, агент Горілого
Кривендиха — мати Валерика, працівниця гончарні
Кріт — коваль, агент Горілого
Маляс — мисливець, господар хати, де квартирував Штебльонок
Марія Тихонівна — дружина Сагайдачного
Міней — боєць Горілого
Овчук — особіст, капітан
Попеленко — рядовий яструбок, підлеглий Капелюха
Рябий Санько — боєць Горілого
Сагайдачний Мирон Олегович — відлюдник, бувший третейський суддя
Семенко — боєць Горілого
Семеренків — гончар, батько Антоніни
Серафима — баба Капелюха
Штебльонок — головний яструбок Глухарки до Капелюха
Щуко — боєць Горілого
Яцько — заготівельник з Ожина

## Видання
М., «Молодая гвардия», 1971 г., 332 с., серія «Стрела», тир. 100 тис., 1-е вид., м.п., ц. 59 коп.
К., «Молодь», 1974 р., 304 с., тир. 30 тис., серія ППФ «Компас», перекл. з рос.:Олександренко Дмитро

## Фільми
Літо вовків
Тривожний місяць вересень